# Slaget vid Kalisch
Slaget vid Kalisch i Polen utkämpades den 19 oktober 1706 under det Stora nordiska kriget. Före offentliggörandet av freden i Altranstädt var en svensk styrka på omkring 4000 man, anförd av Mardefelt, i förening med omkring 16 000 polacker under Potocki, kvarlämnad i Polen. Denna blev slagen vid Kalisch av en omkring 36 000 man stark sachsisk-polsk-rysk här under kung August och den ryske befälhavaren Mensjikov.

## Bakgrund
Vid tillfället hade kung August av Polen, också kurfurste av Sachsen i hemlighet slutit stillestånd med svenskarna eftersom dessa efter fem års marscherande, krigande och brännande i Polen nu bestämt sig för att klämma åt August där det kändes för honom själv, nämligen i hans eget kurfurstendöme. Därmed befann sig den svenska kungliga armén nu i Sachsen.
August själv befann sig emellertid tillsammans med den ryske befälhavaren Mensjikov och den tredje ryska armén på mer än 20 000 man som  tsar Peter skickade mot svenskarna då de två tidigare blivit slagna och spridda för vinden. Mensjikov kände förstås inte till August dubbelspel under täcket med svenskarna, och August försökte desperat undvika batalj eftersom det skulle få svenskarna att bli mycket förargade på honom.
August skickade i hemlighet ett brev till den svenske generalen Arvid Axel Marderfelt som hade befälet för den lilla svenska armén som låg kvar i västra Polen. August förklarade i brevet att freden var så gott som klar, och att han hoppades att Mardefelt också fått underrättelse om detta från den svenske kungen Karl XII, och att man därför skulle undvika batalj. Mardefelt hade inte erhållit information om någon fred. Antagligen för att sändebuden blivit dödade av kosacker. Således tog han detta brev från August som ett nytt bevis på dennes förmåga till fula tricks. Mardefelt svarade att han minsann inte hört om någon fred och tänkte inte backa om det gick så långt som till strid. I verkligheten var Mardefelt mer bekymrad än han ville erkänna.

## Slaget
Till antalet var den svenska armén våldsamt underlägsen med endast 4 000 infanterister, om det inte varit för de allierade polska och litauiska kavallerienheterna. Mardefelt ansåg att man kanske ändå borde undvika en sammandrabbning. Det tyckte emellertid inte befälhavaren över den polska kronarmén, Józef Potocki, som ville jaga ut ryssarna ur landet. Mardefelt lade försiktigt fram att polackerna tidigare inte visat någon större lust att strida mot vare sig ryssar eller andra under kriget, men Potocki lovade att den här gången skulle polackerna slåss till sista blodsdroppen och att hans trupper brann av iver och hat mot ryssarna. 
Så kom det till slag. Svenskarna ställde upp i mitten med sitt infanteri, polackerna och litauerna på sidorna med sitt rytteri. Då ryssarna avancerade avvek polackerna från slagfältet omedelbart och försatte svenskarnas ena flank i ett oerhört sårbart läge. Efter första träffningen vek också de litauiska ryttarna av och flydde fältet. Kvar stod 4000 svenska infanterister med flankerna blottade. Redan här anade man att slaget skulle gå rejält fel. Förutom dessa tappra svenska soldater som fortsatte den utsiktslösa striden fanns också ett franskt och ett schweiziskt regemente som stred på svensk sida. Dessa hade svenskarna tidigare under kriget tagit tillfånga från sachsarna, som i sin tur tagit dem tillfånga under det samtidigt pågående spanska tronföljdskriget där Europas stormakter gjorde upp om den spanska kronan. Dessa regementen stred mycket väl, men till slut blev övermakten för stor och slaget fick ges förlorat.

## Eftermäle
Det var den första svenska förlusten i stora nordiska kriget som då pågått i 6 år. Det var en meningslös förlust, för det gjorde varken till eller från för utvecklingen av kriget. Kanske den rent psykologiskt hade betydelse för ryssarna som såg att de kunde slå svenskarna, även om de var tre gånger så många och svenskarna var utan kavalleri.